# Товариш Іннокентій
Товариш Іннокентій (рос. Товарищ Иннокентий) — радянський художній фільм 1981 року, знятий кіностудією «Ленфільм».

## Сюжет
Про початковий період революційної діяльності російського революціонера Йосипа Дубровинського (1877—1913, Іннокентій — одна з підпільних кличок більшовика), про роки активної пропагандистської роботи, поєдинку з «королем охоронки» Зубатовим, заслання і відновлення роботи в підпіллі.

## У ролях
- Сергій Мартинов — товариш Іннокентій (Йосип Дубровинський)
- Антоніна Шуранова — Землячка Розалія Самійлівна
- Михайло Козаков — Зубатов
- Микола Караченцов — Гапон
- Руфіна Ніфонтова — Серебрякова
- Ігор Ясулович — Радін
- Леонід Неведомський — Рябов
- Ернст Романов — Носков
- Валентин Нікулін — епізод
- Світлана Крючкова — Парасковія
- Анна Твеленьова — Анна
- Віталій Коняєв — Марков, полковник
- Федір Одиноков — Тимофій Степанович
- Олександр Дем'яненко — епізод
- Любов Малиновська — епізод
- Микола Мартон — Рачковський
- Віталій Матвєєв — епізод
- Сергій Паршин — Петров
- Олександр Бахаревський — священик
- Борис Аракелов — Румянцев
- Євген Гвоздьов — епізод
- Сергій Полежаєв — епізод
- Юрій Родіонов — епізод
- Анатолій Рудаков — епізод
- Віктор Терехов — епізод
- Володимир Труханов — епізод
- Тамара Уржумова — епізод
- Ігор Ерельт — епізод
- Юрій Башков — епізод
- Григорій Гай — епізод

## Знімальна група
- Режисери — Євген Мєзєнцев, Йосип Шапіро
- Сценарист — Арнольд Вітоль
- Оператор — Анатолій Назаров
- Композитор — Ісаак Шварц
- Художник — Лариса Шилова